# Omri Boehm

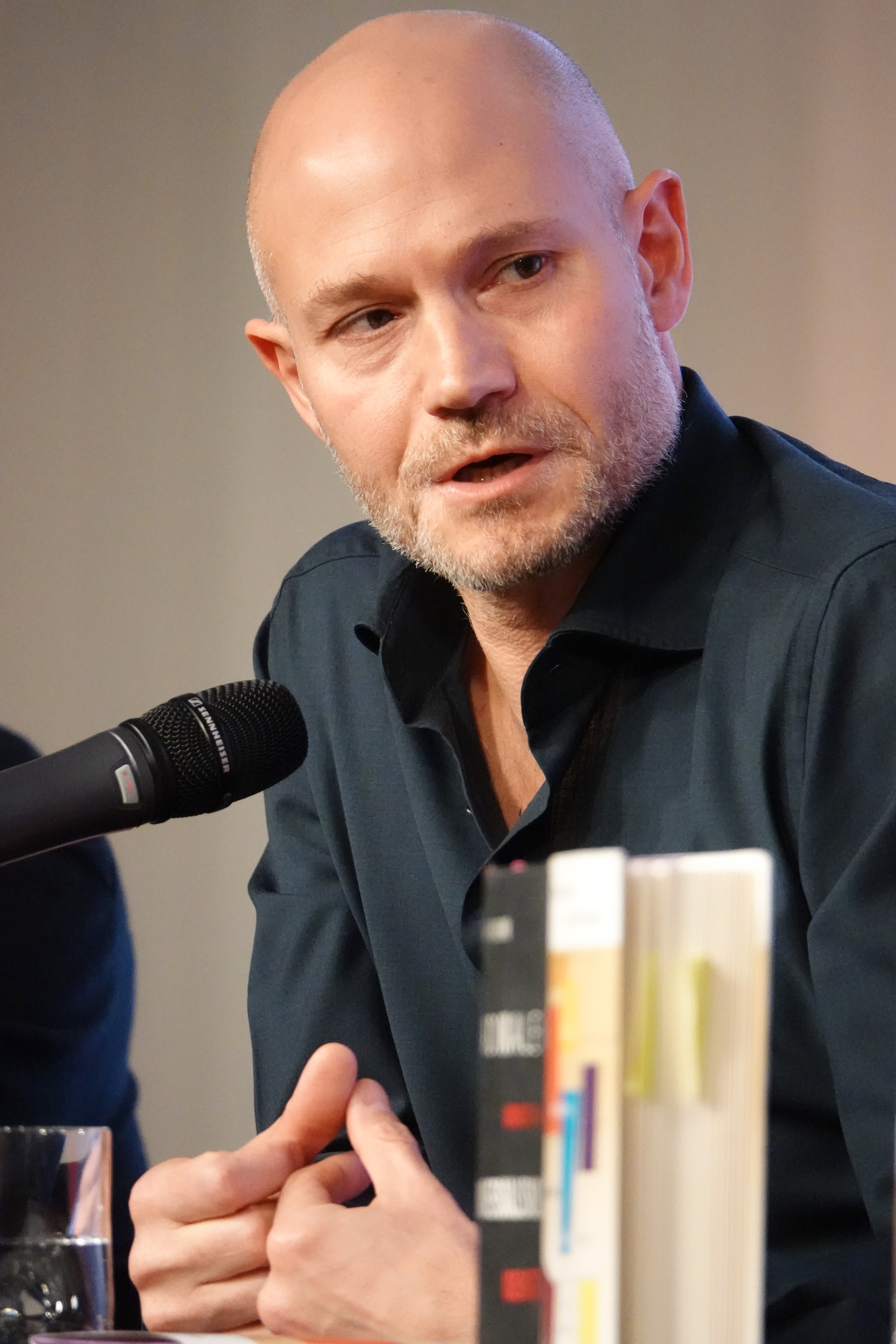
Omri Boehm 2024

Omri Boehm (hebräisch עמרי בהם, [ˈɔmri bɛm]; geboren 1979 in Haifa) ist ein israelisch-deutscher Philosoph und Hochschullehrer. Seit 2010 ist er Associate Professor für Philosophie an der New Yorker New School for Social Research.

## Leben
Omri Boehm wuchs nach eigener Aussage „geprägt durch eine bildungsdeutsche jüdische Großmutter und einen traditionsverhafteten iranischen jüdischen Großvater“ in Israel auf. Er leistete seinen Wehrdienst beim Geheimdienst Shin Bet. Boehm studierte u. a. an der Universität Tel Aviv und wurde 2009 über Kants Spinoza-Kritik an der Yale University in Philosophie promoviert. Eine Stelle als Postdoktorand führte ihn an die Ludwig-Maximilians-Universität München.
Er lehrt seit 2010 als Associate Professor Philosophie an der New Yorker New School for Social Research. Er publizierte unter anderem zu Baruch de Spinoza, René Descartes und Immanuel Kant. In dem im Jahr 2020 veröffentlichten Buch A future for Israel: beyond the two-state solution plädiert Boehm für einen föderalen, binationalen Staat („Republik Haifa“) als Alternative zur Zweistaatenlösung, die er für gescheitert hält. Für das 2022 in deutscher Übersetzung erschienene Buch Radikaler Universalismus. Jenseits von Identität. Universalismus als rettende Alternative erhielt er 2024 den Leipziger Buchpreis zur Europäischen Verständigung.
Boehm lebt in den Vereinigten Staaten und besitzt die israelische und die deutsche Staatsbürgerschaft.

## Philosophische Positionen
Boehm bekennt sich zu einem „radikalen Universalismus“. Anknüpfend an Immanuel Kant und die biblischen Propheten vertritt Boehm in dem gleichnamigen Buch (2022) den Gedanken, dass die Menschenrechte Ausdruck einer universellen Wahrheit, eines universellen moralischen Gesetzes seien und nicht kulturell bedingte Konstrukte. Damit wendet er sich, so Rezensent Martin Hubert, gegen linke Identitätspolitiker, die den Universalismus als eine rassistische und sexistische Verschleierungserzählung kritisieren; gegen rechte Nationalisten, die keine Menschenrechte kennen, sondern nur Familien- und Stammesrechte; und auch gegen die liberalen Philosophen John Dewey, John Rawls und Richard Rorty, die die Idee einer absoluten Wahrheit verraten hätten. Boehm will, so Rezensent Jens-Christian Rabe, die Menschheit wieder auf die Spur einer „absoluten Liebe zu sich selbst“ bringen.
2024 unterhielten sich Boehm und der Schriftsteller Daniel Kehlmann über die Philosophie Immanuel Kants, veröffentlicht in dem Buch Der bestirnte Himmel über mir. Darin setzt sich Boehm mit Kants rassistischen Irrungen auseinander, ohne deshalb die anhaltende Relevanz seiner Philosophie für die Gegenwart – etwa die Frage der Menschenrechte – anzuzweifeln. Kehlmann stellt Kant die moralische Frage: Darf man lügen? Auf keinen Fall, antwortet Kant selbst (von Boehm gedolmetscht), auch dann nicht, wenn man einem Mörder sagen müsste, dass sich sein potenzielles Opfer im Haus versteckt. An diesem Rigorismus arbeiten sich Boehm und Kehlmann im Buch ab, so Rezensent Thomas Ribi. Kehlmann plädiert dort für eine humane Grauzone bei den Moralfragen.

## Positionen zum Nahostkonflikt
Boehm vertritt in seinem Werk Israel – eine Utopie (2020) die Idee eines jüdisch-palästinensischen binationalen Bundesstaates als Alternative zum 1948 gegründeten jüdischen Staat Israel. Er argumentiert, dass dies den ursprünglichen Idealen des Zionismus entspreche und eine gerechtere Lösung für alle Einwohner Palästinas bieten würde. Dabei kritisiert er andere liberale und linke Kräfte in Israel, die weiterhin an der Zweistaatenlösung festhalten. Der Journalist Klaus Hillenbrand kritisierte, dass Boehm die Rolle der Palästinenser in seinem Konzept möglicherweise vernachlässige und die Realitäten des Konflikts nicht vollständig berücksichtige. Seine Idee einer Republik Haifa sei utopisch betrachtet, biete jedoch Raum für Diskussion und Reflexion über alternative Friedenslösungen im Nahostkonflikt. Der Publizist Micha Brumlik schrieb dagegen: „In Haifa liegt die Zukunft.“ In Boehms „hoffnungsvoller Vision“ schwinge die Erkenntnis mit, dass man nur außerhalb symbolischer Orte wie etwa Jerusalem zu einer lebbaren Lösung kommen könne.
Boehm sagte zu den Verhandlungen und Abkommen von Oslo:

„Das Zwei-Staaten-Konzept von Oslo bot keinen echten Kompromiss mit den Palästinensern: Fünfzig Prozent der Bevölkerung zwischen Jordan und Meer sollten eine eingeschränkte Souveränität über 22 Prozent des Territoriums in zwei getrennten Gebieten erhalten – dem Gazastreifen und dem Westjordanland. Und wir haben noch kein Wort über die Frage der Hunderttausenden von Siedlern im Westjordanland verloren. Die Idee war, dass die Palästinenser, wenn sie diesen »faulen Kompromiss« ablehnen würden, ihr Recht auf Rechte ganz und gar verlieren würden. Ein solcher Kompromiss kann nicht wirklich zum Frieden führen, denn er ist weit davon entfernt, die Palästinenser als gleichberechtigte Partner zu sehen. Er geht also nicht von der Annahme aus, dass wir wirklich mit ihnen Frieden schließen müssen, als moralische Verpflichtung und aus politischem Interesse. Es ist nicht überraschend, dass diejenigen, die diese Form des »Kompromisses« vorschlagen, sich auch weiterhin auf die Seite der Siedlungen stellen oder – wie der Oberste Gerichtshof – die Frage ihrer Rechtmäßigkeit offen lassen. Es ist auch nicht überraschend, dass die Öffentlichkeit, die diesen Kompromiss vorgeschlagen hat, die liberale israelische Linke, bereit ist, die schrecklichen Kriegsverbrechen, die Israel gegen die Palästinenser begeht, schweigend hinzunehmen.“

Boehm vertritt in seinen politischen Positionen und Ideen auch einen radikalen Universalismus, der traditionelle Konzepte von Identität und Rechten in Frage stellt. Er argumentiert gegen die konventionelle Auffassung des Universalismus in westlichen liberalen Demokratien und behauptet, dass diese lediglich eine leere Hülle sei, die den eigenen Interessen dient und die Idee der Menschheit zerstört. Boehm setzt sich für einen „wahren Universalismus“ ein, den er aus verschiedenen historischen Quellen ableitet, darunter die amerikanische Unabhängigkeitserklärung, die Schriften Immanuel Kants und biblische Erzählungen. Er betont die Bedeutung individueller Autonomie und Selbstbestimmung sowie die Überlegenheit der Gerechtigkeit über alle Autoritäten. Kritiker werfen Boehm vor, dem Fanatismus durch seine Betonung der Wahrheit vor der Demokratie Vorschub zu leisten. Dennoch bleibt sein Werk ein wichtiger Beitrag zur Stärkung der Idee von Pflichten gegenüber Rechten und zur Suche nach einer nicht-nihilistischen Lösung für die aktuellen gesellschaftlichen Gegensätze. Boehm fordert eine Rückbesinnung auf die „absolute Liebe zur Menschheit“ und setzt sich gegen Partikularismus und Identitätspolitik ein. Seine politischen Positionen stehen im Kontrast zu traditionell liberal-demokratischen Ansätzen und sind geprägt von einer starken humanistischen Motivation.
Boehm kritisiert auch die israelische Linke und die Proteste gegen die geplante Justizreform von Netanjahu 2023. Er sagte:
Diejenigen, die gegen den Regimeputsch gekämpft haben und vorgaben, die Besatzung könne aufgehoben werden, um die jüdisch-demokratische Idee zu verteidigen, sprechen heute von einem Waffenstillstand, um die Geiseln zurückzubringen. Aber es gab keinen öffentlichen Aufschrei für ein sofortiges Ende der Politik des Aushungerns, der Bombardierung und der Vertreibung der Bevölkerung von Gaza. Es gab keinen Aufruf für eine Zweistaatenlösung von führenden Politikern, die in der Vergangenheit eine Zweistaatenlösung forderten, oder von denen, die in der Vergangenheit als das Gewissen der Linken galten.
Boehm nennt den Vorwurf plausibel, die israelischen Verteidigungsstreitkräfte würden im Krieg in Israel und Gaza seit 2023 „schwere Verbrechen gegen die Menschlichkeit“ begehen. Gleichzeitig wendet er sich scharf gegen linke Kritiker Israels, die im Sinne des Postkolonialismus dem Humanismus vorwerfen, lediglich eine westliche Ideologie zu sein. Aus Kreisen der israelischen Regierung wurde ihm dennoch vorgeworfen, er instrumentalisiere den Holocaust.
Eine geplante Rede Boehms am 11. April 2025 auf einer Gedenkfeier zur Befreiung des Konzentrationslagers Buchenwald wurde laut dem Leiter der Stiftung Gedenkstätten Buchenwald und Mittelbau-Dora, Jens-Christian Wagner nach einer Intervention der israelischen Botschaft in Vereinbarung mit Boehm verschoben. Wagner erklärte, er habe nicht dem Druck der israelischen Botschaft nachgegeben, sondern „habe die anreisenden Überlebenden davor schützen wollen, in den Streit hineingezogen und im schlimmsten Fall instrumentalisiert zu werden“. Die israelische Botschaft griff Boehm und die Gedenkstätte in einer Erklärung scharf an. Der PEN Berlin sprach sich hingegen für die Teilnahme Boehms aus und kritisierte den israelischen Botschafter Ron Prosor für sein Vorgehen.
Boehms Rede wurde im Wortlaut in der Süddeutschen Zeitung, auf Englisch in Haaretz und auf Spanisch in El País veröffentlicht.

## Schriften (Auswahl)
Bücher

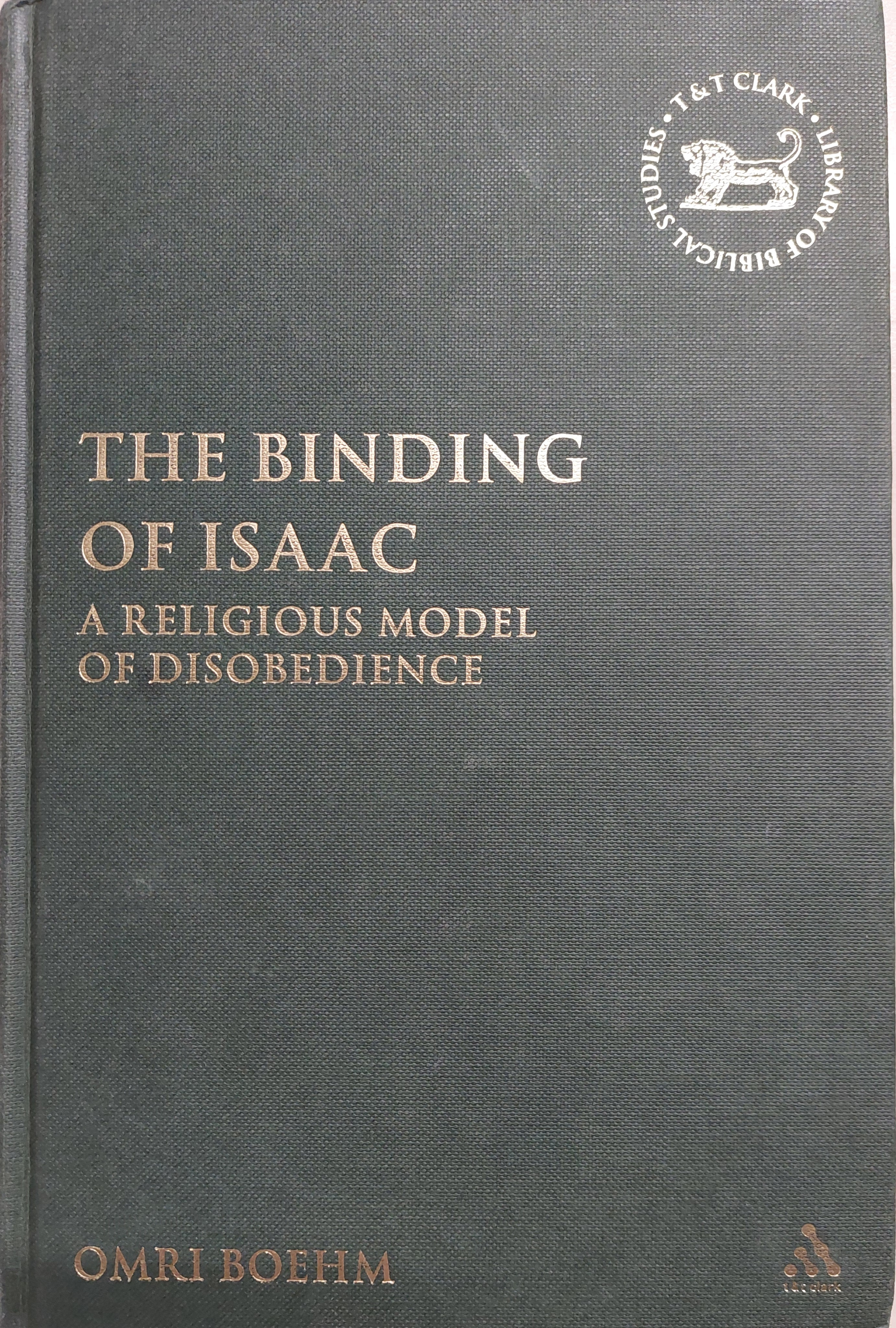
The Binding of Isaac (2007)

- The Binding of Isaac: A Religious Model of Disobedience. T&T Clark, London 2007.
- Kant’s Critique of Spinoza. Oxford University Press, 2014.
- mit Eva Illouz: Kollektive Schuld, kollektive Opfer: die Israelis stecken in der Opferrolle fest. Das hindert sie daran, die Verantwortung für ihre eigenen Gewalttaten zu übernehmen. In: Deutschland, Israel. ConBrio-Verlags-Gesellschaft, Regensburg 2015.
- A future for Israel: beyond the two-state solution. New York Review Books, New York City 2020.
  - Israel – eine Utopie. Übersetzung aus dem Englischen Michael Adrian. Propyläen, Berlin 2020, ISBN 978-3-549-10007-3.
- Haifa Republik. A democratic future for Israel. New York Review Books, New York 2021, ISBN 978-1-68137-393-5.
- Radikaler Universalismus. Jenseits von Identität. Universalismus als rettende Alternative. Übersetzung aus dem Amerikanischen Michael Adrian. Propyläen, Berlin 2022, ISBN 978-3-549-10041-7.
- mit Daniel Kehlmann: Der bestirnte Himmel über mir: Ein Gespräch über Kant. Propyläen, Berlin 2024, ISBN 978-3-549-10068-4.

Beiträge
- The First Antinomy and Spinoza. In: The British Journal for the History of Philosophy, 2011.
- Kant’s Regulative Spinozism. In: Kant-Studien, 2012.
- Kant's Idea of the Unconditioned and Spinoza's. In: Spinoza and German Idealism. Cambridge University Press, 2012.
- Freedom and the Cogito. In: British Journal for the History of Philosophy, 2014.
- Kant and Spinoza Debating the Third Antinomy. In: The Oxford Handbook for Spinoza. Oxford University Press, 2014.
- Violent Boycotts and the BDS Movement. In: Los Angeles Review of Books (LARB), 16. Juni 2015
- The Principle of Sufficient Reason, the Ontological Argument and the Is-Ought Distinction. In: The European Journal of Philosophy, 2016.
- Verfassung für Israel: Was wird aus Israel? Die universelle Idee der Menschenwürde ist das Fundament, auf das der Staat 75 Jahre nach seiner Gründung bauen sollte. Dafür müssen Philosophie und Recht in einer Verfassung neu zusammenfinden. In: Die Zeit, № 20, 11. Mai 2023, S. 49 Was wird aus Israel? Abgerufen am 22. Mai 2023.

## Auszeichnungen
- 2024: Leipziger Buchpreis zur Europäischen Verständigung[17]